# Jun Suzuki (fodboldspiller, født i 1961)
 For alternative betydninger, se Jun Suzuki. (Se også artikler, som begynder med Jun Suzuki)
Jun Suzuki (født 17. august 1961) er en tidligere japansk fodboldspiller og træner.
Han har spillet for flere forskellige klubber i sin karriere, herunder Fujita Industries.
Han har tidligere trænet Montedio Yamagata, Albirex Niigata, Omiya Ardija og JEF United Chiba.